# Hulmeville
Hulmeville est un borough du comté de Bucks en Pennsylvanie, aux États-Unis.